# Smaragdia souverbiana
Smaragdia souverbiana is een slakkensoort uit de familie van de Neritidae. De wetenschappelijke naam van de soort is voor het eerst geldig gepubliceerd in 1863 door Montrouzier.

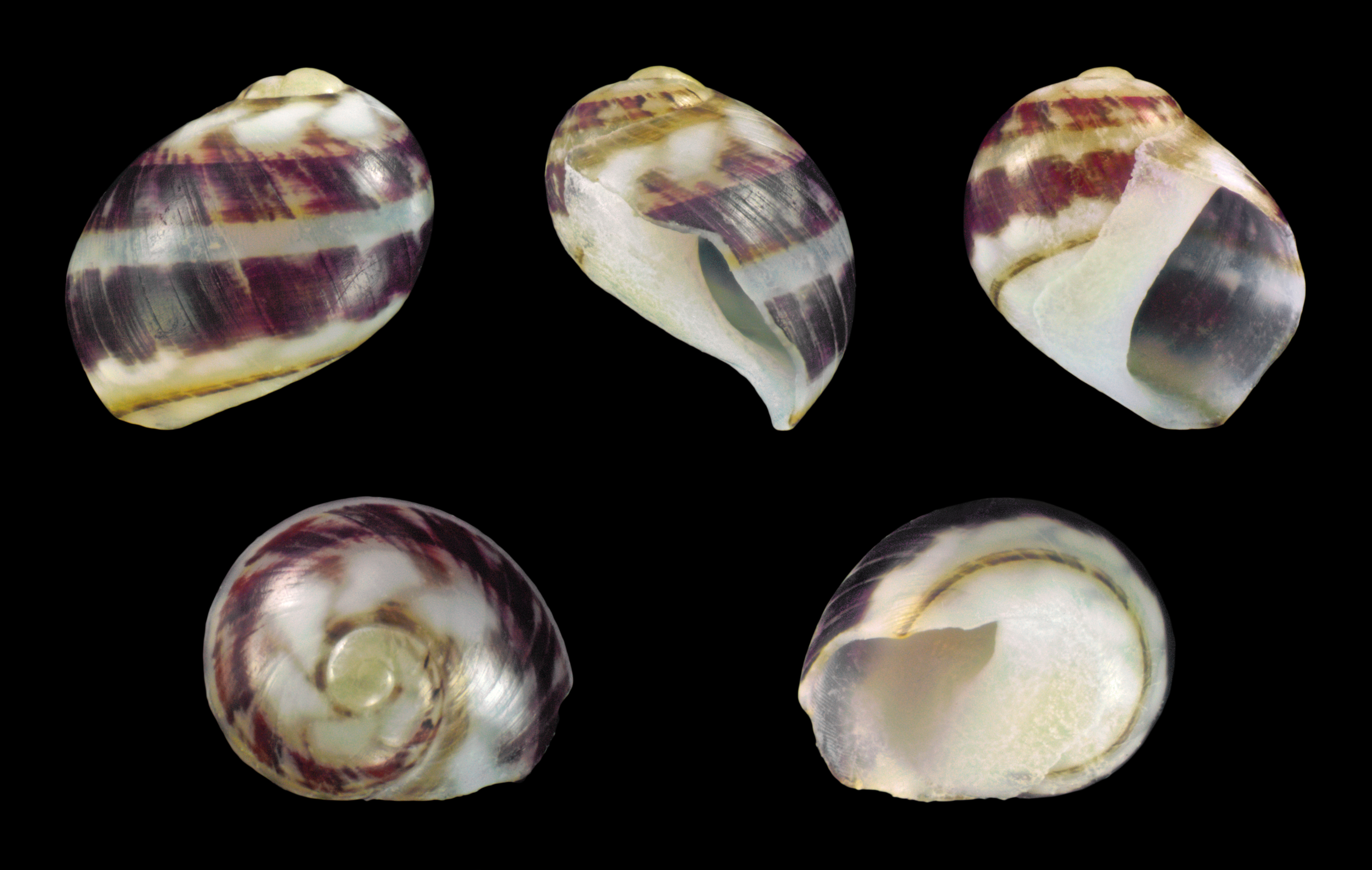
Gestreepte vorm